# Sand am Main
Sand am Main é um município da Alemanha, localizado no distrito de Haßberge, no estado de Baviera.